# Avenida Fernando Terán
La avenida Fernando Terán es una avenida del distrito de Chorrillos, en la ciudad de Lima, capital del Perú. Se extiende de sur a norte, a lo largo de 13 cuadras. Las vías troncales del Metropolitano se extienden a lo largo de su recorrido hasta la intersección con la prolongación Paseo de la República. Su trazo es continuado al suroeste por la calle México.

## Historia
Hasta la década de los 70, fue una de las vías que formaba parte de la Carretera Panamericana en Lima (Panamericana Sur).

## Recorrido
Se inicia en la avenida Escuela Militar.